# Cine Argentina
El Cine Argentina era una sala ubicada al barri del Raval de Barcelona, amb accessos pel carrer d'en Sadurní, 11 i d'en Robador, 28 (veure casa-fàbrica Llenas). Successora de l'antiga Sala Argentina, va obrir el 6 de setembre de 1947 amb la projecció de El fantasma de l'òpera, d'Arthur Lubin, i The Dark Corner, de Henry Hathaway, i un aforament de 500 butaques en platea, tot i que en va arribar a tenir fins a 747.
Fou una sala de perfil baix que repartia el seu públic entre la gent treballadora del barri i altres clients de baixa condició, entre proxenetes, treballadores sexuals i els seus clients, a més de delinqüents habituals del barri.
Tancà finalment les portes el març de 1967 amb una sessió doble d'Operació Tro, pel·lícula de James Bond amb Sean Connery, i El halcón de Castilla, de José María Elorrieta.